# Салтыков, Фёдор Петрович

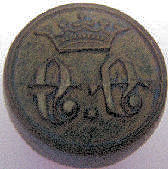
Личная сургучная печать Фёдора Салтыкова

Фёдор-Алекса́ндр Петро́вич Салтыко́в (ум. 2 февраля 1697) — стольник и воевода, затем боярин, старший из трех сыновей Петра Михайловича Салтыкова, внук умершего в Польше «злокозненного» боярина Михаила Салтыкова-Кривого, отец Прасковьи Фёдоровны, жены царя Ивана V Алексеевича.

## Биография
Сам Салтыков, его отец и братья были подданными польского короля и имели жалованные поместья в Дорогобужском уезде, который отошел по Деулинскому перемирию к Речи Посполитой. При рождении получил имя Александр. При царе Алексее Михайловиче, когда Смоленск отошел к России, присягнул русскому государю и влился в ряды служилого люда средней руки. В 1680—1683 годах был воеводой в Енисейске, откуда был вызван ко двору правительнцей Софьей Алексеевной, когда брат последней Иван выбрал себе в невесты дочь Салтыкова. Несмотря на то, что непосредственные родоначальники Прасковьи, её прадед и дед были изменники отечества, всё-таки фамилия Салтыковых была известна благодаря заслугам многих из своих представителей: "ни в одной из фамилий не было столько бояр, и нет ничего удивительного, что правительница одобрила выбор брата, а может быть, и сама сделала его. А Салтыков незадолго до свадьбы сделан правителем и воеводою города Киева. Счастливый родитель тогда же был возведен в сан боярина с повелением переменить имя: вместо Александра он был наименован Фёдором, вероятно, в честь имени покойного государя (Фёдора Алексеевича). Следов деятельности Салтыкова в документах сохранилось немного. Умер 2 февраля 1697 года.

## Семья
Он был дважды женат. Первый раз, на некой Екатерине Фёдоровне, от брака с которой оставил сына Василия и двух дочерей: Прасковью, ставшую царицей и Анастасию (супруга кн. И. Ф. Ромодановского). Второй раз на Анне Михайловне Татищевой, дочери боярина М. Ю. Татищева.